# Шимки
Шимки́ (бур. Шэмхэ) — село в Тункинском районе Бурятии. Входит в сельское поселение «Хужиры».

## География
Село расположено между правым берегом реки Иркут и Тункинским трактом западнее, в шести и восьми километрах соответственно, от центра сельского поселения, улуса Хужиры, и районного центра — села Кырен. 

## История
Село имеет давнюю историю. Вероятное время возникновения поселения как сторожевого казачьего форпоста в Тункинской долине — XVII век. 
До XX века поселение называлось «станица Новотроицкая». В Шимках образовалось несколько обособленных предместий: Тайторка, Загорода, Шартай, Бурук.
На начало XX века село было довольно большим — 500 дворов. В настоящее время намного меньше — около 150 дворов.

## Население
| 2002 | 2010 |
| ---- | ---- |
| 593  | ↘512 |